# Ikbata deMeshi'ha
Ikbata deMeshi'ha (Ikvot HaMashia'h en Hébreu) désigne dans l'eschatologie juive la période précédant immédiatement le Messie.
Le moment réservé par Dieu pour la rédemption messianique est un secret farouchement gardé. (Pessa'him 54b; Midrash Tehillim 9:2; Zohar 'Hadash sur Bereshit, 8a) Néanmoins, il est possible d'en reconnaitre la proximité à l'aide de nombreux indices. il s'agira d'une époque marquée par la noirceur de la nuit la plus sombre. Différents passages (Sotah 49b, Sanhédrin 97a et Shir Hashirim Rabba 2:29) décrivent un avilissement général avec des valeurs essentielles comme la famille, le respect, la responsabilité, la justice, la sagesse, l'amour de l'étude... De plus, les conflits armés seront omniprésents. D'où ce cri (Sanhédrin 98b) : que [le Mashia'h] vienne, mais que je ne le voie pas venir!
L'attitude majoritaire est néanmoins de l'attendre, même si l'on devait ne mériter que d'être assis dans l'ombre de la queue de son âne" (ibid.)
Ces souffrances, les Hevlei Hamashia'h, ne sont pourtant pas inévitables : la charité et l'étude de la Torah pourraient, selon les mêmes sources, les prévenir. 
De plus, il existerait aussi des signes heureux de la venue du Messie, comme la prospérité (Sanhedrin 97a; Shir Rabba 2:29), un regain d'intérêt dans l'étude de la Torah ; "une ouverture des portes de la sagesse d'en-haut et des cataractes de la sagesse d'en bas" (Zohar I:117a; périphrase du Déluge de Noé); un regain d'intérêt pour les enseignements ésotériques, et, selon le Zohar II:8a, l'apparition de nombreux signes et miracles en ce monde.

## Source
- Mashiach Rabbi Jacob Immanuel Schochet, published by S.I.E., Brooklyn, NY, 1992